# Banīz
Banīz (persiska: بنیز) är en ort i Iran.   Den ligger i provinsen Yazd, i den centrala delen av landet, 600 km sydost om huvudstaden Teheran. Banīz ligger 1 988 meter över havet och antalet invånare är 133.
Terrängen runt Banīz är lite bergig. Runt Banīz är det glesbefolkat, med 15 invånare per kvadratkilometer. Närmaste större samhälle är Sheyţūr, 19,8 km sydväst om Banīz. Omgivningarna runt Banīz är i huvudsak ett öppet busklandskap.